# Mîkilske, Solone
Mîkilske (în ucraineană Микільське) este un sat în comuna Prîvilne din raionul Solone, regiunea Dnipropetrovsk, Ucraina.

## Demografie
Componența lingvistică a localității Mîkilske
     Ucraineană (91,56%)
     Rusă (7,47%)
     Alte limbi (0,65%)
Conform recensământului din 2001, majoritatea populației localității Mîkilske era vorbitoare de ucraineană (91,56%), existând în minoritate și vorbitori de rusă (7,47%).